# Devade dubia
Espèce
Devade dubia est une espèce d'araignées aranéomorphes de la famille des Argyronetidae.

## Répartition
Cette espèce est endémique du Gilgit-Baltistan au Pakistan,. Elle se rencontre au Karakoram.

## Description
La femelle holotype mesure 3 mm.

## Systématique et taxinomie
Cette espèce a été décrite par Caporiacco en 1934.

## Publication originale
- Caporiacco, 1934 : « Aracnidi dell'Himalaia e del Karakoram raccolti dalla Missione Italiana al Karakoram (1929-VII). » Memorie della Società Entomologica Italiana, vol. 13, p. 113-160.